# Врбјани (Дебарца)
Врбјани (мкд. Врбјани) су насеље у Северној Македонији, у западном делу државе. Врбјани припадају општини Дебарца.

## Географија
Насеље Врбјани је смештено у западном делу Северне Македоније. Од најближег града, Охрида, насеље је удаљено 42 km северно.
Врбјани се налазе у историјској области Дебарца, која обухвата слив реке Сатеске и са изразитим планинским обележјем. Насеље је смештено у горњем делу области. Југозападно од насеља издиже се планина Караорман, а северозаапдно Славуј планина. Источно се тло спушта у долину Сатеске. Надморска висина насеља је приближно 940 метара. Околина села је покривена шумама храста и букве. 
Клима у насељу је планинска.

## Становништво
Врбјани су према последњем попису из 2002. године имали 58 становника. 
Већину становништва чине етнички Македонци (98%).
Већинска вероисповест је православље.